# Heinrich Rathke (Zoologe)

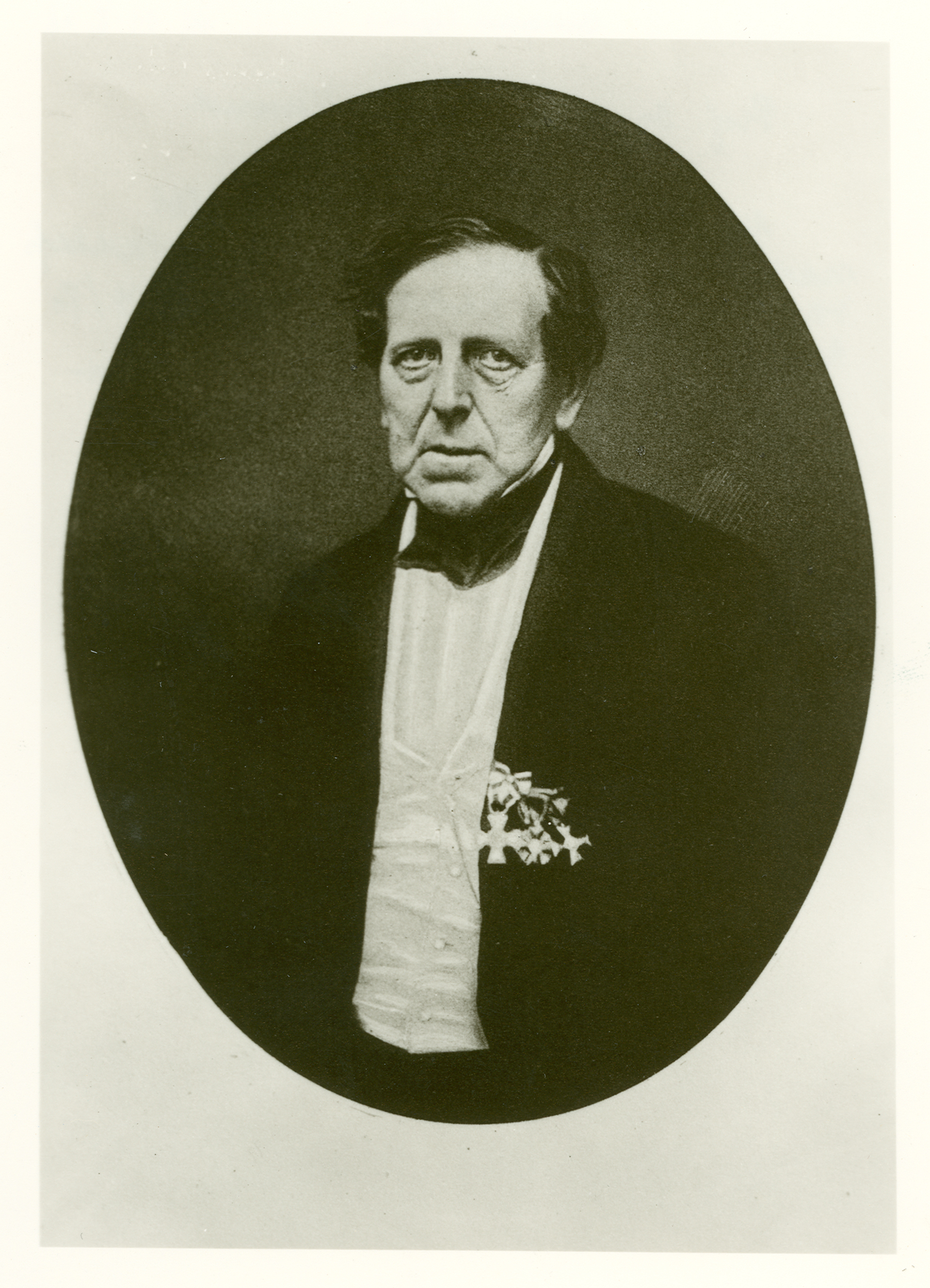
Heinrich Rathke

Martin Heinrich Rathke (* 25. August 1793 in Danzig; † 3. September 1860 in Königsberg i. Pr.) war ein deutscher Anatom, Embryologe und Zoologe.

## Leben
Als Sohn des Schiffbauers Georg Heinrich Rathke und seiner Frau Catharina Elisabeth geb. Streege besuchte Rathke das Akademische Gymnasium Danzig. Nach dem Abitur studierte er 1814–1818 an der Georg-August-Universität Göttingen und der Friedrich-Wilhelms-Universität zu Berlin Naturgeschichte und Medizin. 1818 wurde er in Berlin wohl zum Dr. med. promoviert. Er ging anschließend als praktischer Arzt zurück nach Danzig. 1825 wurde er Chefarzt am städtischen Krankenhaus, ein Jahr später Kreisphysikus. Von 1829 bis 1835 war er Professor für Physiologie und Pathologie an der Kaiserlichen Universität Dorpat. 1835 übernahm er die Nachfolge von Karl Ernst von Baer als Professor für Anatomie und Zoologie an der Albertus-Universität Königsberg. 1852/53 war er Rektor der Albertus-Universität. Eine Rektoratsrede ist nicht überliefert. Er erreichte den Bau des Anatomischen Instituts, das bis 1935 genutzt wurde. 1858 reformierte er das Physikum.
Rathke entdeckte die Kiemenbogen bei Embryonen von Säugetieren und Vögeln. Bei vergleichenden Studien zur Kiemenentwicklung fand er eine Ausstülpung im Dach der sich entwickelnden Mundhöhle. Diese heute als Rathke-Tasche bezeichnete Bildung ist Ausgangspunkt für die Entstehung des Hypophysenvorderlappens. Außerdem gilt Rathke als einer der Väter der Zoologie der Meerestiere. Er entdeckte das Lanzettfischchen als eigene Art und befasste sich mit Krebstieren und Weichtieren.
Verheiratet war Rathke mit Martha Elmire geb. Malonek. Einer seiner Söhne war der Chemiker Bernhard Rathke.

## Werke
Rathke schrieb über 125 Artikel, Monographien und Bücher.
- Untersuchungen über die Bildung und Entwicklung des Flusskrebses. Voss, Leipzig 1829. (Digitalisat)
- Abhandlungen zur Bildungs- und Entwicklungs-Geschichte der Menschen und der Thiere. 2 Bände. Vogel, Leipzig 1832–1833. (Digitalisat Band 1), (Band 2)
- Über die Entstehung der Glandula pituitaria. In: Archiv für Anatomie, Physiologie und wissenschaftliche Medicin. Berlin 1838, S. 482–485.
- Entwicklungsgeschichte der Natter. Bornträger, Königsberg 1839.
- Bemerkungen über den Bau des Amphioxus lanceolatus, eines Fisches aus der Ordnung der Cyclostomas. Bornträger, Königsberg 1841. (Digitalisat)
- Über die Entwicklung der Schildkröten. Braunschweig 1848. ([rathkeueberdieentwickelung.pdf  Download])
- Untersuchungen über die Entwicklung und den Körperbau der Krokodile. Vieweg, Braunschweig 1866. (Digitalisat)
- Entwicklungsgeschichte der Wirbeltiere. Engelmann, Leipzig 1861.

## Ehrungen
- Wahl in die Deutsche Akademie der Naturforscher Leopoldina (1825)
- Korrespondierendes Mitglied der Russischen Akademie der Wissenschaften in Sankt Petersburg (1832)[5]
- Korrespondierendes Mitglied der Preußischen Akademie der Wissenschaften (1834)
- Auswärtiges Mitglied der Akademie der Wissenschaften zu Göttingen (1851)[6]
- Aufnahme in die Königliche Deutsche Gesellschaft (Königsberg) (1855)
- Auswärtiges Mitglied der Bayerischen Akademie der Wissenschaften (1858)[7]
- Geheimer Medizinalrat (1859)
- Korrespondierendes Mitglied der Académie des sciences (1860)[8]
- Rathke-Straße in Königsberg, von der Hindenburg- zur Tiergartenstraße